# Сајака Мурата
Сајака Мурата (јап. 村田沙耶香; рођена 14. августа 1979. године) једна је од најцењенијих списатељица нове генерације у Јапану. Освојила је бројне награде као што су награда „Акутагава“, награда „Гунзо“, награда „Мишима Јукио“ и награда „Нома“.

## Биографија
Мурата је рођена у Инзаију, префектура Чиба, Јапан, 1979. године. Као дете често је читала научнофантастичне романе које је позајмљивала од брата и мајке, а мајка јој је купила и програм за обраду текста, након што је Мурата покушала да напише роман ручно у четвртом разреду основне школе. Након завршетка средње школе у Инзаију, њена породица се преселила у Токио, где је Мурата завршила средњу школу Кашива и похађала Универзитет у Тамагави.
Њен први роман, „Jyunyū“, освојио је награду „Гунзо“ за најбољег новог писца 2003. године.
Док није постигла успех као списатељица, Мурата је радила у мини-маркету, што ју је и инспирисало да напише „Продавачицу’’, свој десети роман. „Продавачица“ је 2016. године освојила је престижну награду „Акутагава“, а Мурата је била проглашена за једну од жена године у јапанском Воугу. „Продавачица“ је продата у више од 1,5 милиона примерака у Јапану, а 2019. године је постала њена прва књига која је преведена на српски језик, док је тренутно преведена на више од 30 језика широм света.

## Теме
Мурата у својим делима истражује различите последице неуклопљености мушкарца и жене у само друштво у погледу родних улога, сексуалности, родитељства, као и друштвено прихватање асексуалности и целибата, посебно у браку. Многе теме и позадинске приче ликова у њеним делима потичу из њених свакодневних запажања као раднице у продавници.

### Оспоравање табуа
Мурата често поставља изазовне табуе у први план својих најпопуларнијих дела. Наслов „Земљани“ се фокусира на девојчицу по имену Нацуки коју родитељи киње или игноришу, сестра је љубоморна на њу, а наставник је сексуално узнемирава. Како би се носила са ужасима свакодневнице, Нацуки бежи у свет маште где јој је плишана играчка најбољи пријатељ, а она и њен рођак Ју су ванземаљци. Све ово брзо прераста у причу која садржи теме као што су сексуално злостављање, убиство и канибализам. Мурата верује ће се приближити „правој истини“ што више буде писала о преиспитивању ових табуа.

### Конформизам
Конформизам се често ставља у срце јапанске културе и појам је чију валидност Мурата доводи у питање и истражује у својим делима, а посебно у  „Продавачици“. У овом делу, Кеико, главна јунакиња, покушава да побегне од притиска друштва да се уда, роди децу и нађе бољи посао. Кеико на крају открива да је њен посао у мини-маркету једини начин да се осећа као да има сврху и да је уклопљена у окружење.

### Асексуалност
Многе Муратине главне јунакиње налазе се у асексуалним везама, као што су Нацуки у „Земљанима“ и Кеико из „Продавачице“. Асексуалност је тема коју Мурата често истражује у својим делима и може се приписати растућој аверзији Јапана према сексу као и преиспитивању стандарда које друштво обично очекује од грађана.

## Признања
| Година | Награда                                   | Дело                                        | Статус     |
| ------ | ----------------------------------------- | ------------------------------------------- | ---------- |
| 2003   | Награда „Гунзо“ за најбољег новог писца   | Junyū                                       | освојила   |
| 2009   | Награда „Мишима Јукио“                    | Gin'iro no Uta                              | номинована |
| 2009   | Награда „Нома“ за ново лице у књижевности | Gin'iro no Uta                              | освојила   |
| 2010   | Награда „Мишима Јукио“                    | Hoshi ga Sū Mizu                            | номинована |
| 2012   | Награда „Мишима Јукио“                    | Tadaima Tobira                              | номинована |
| 2013   | Награда „Мишима Јукио“                    | Shiroiro no Machi no, Sono Hone no Taion no | освојила   |
| 2014   | Награда „Sense of Gender“                 | Satsujin Shussan                            | освојила   |
| 2016   | Награда „Акутагава“                       | Продавачица                                 | освојила   |

## Дела доступна у библиотекама у Србији
- „Продавачица”, 5. издање (2023) COBISS.SR 121516809
- „Продавачица”, 4. издање (2022) COBISS.SR 68954377
- „Продавачица”, 3. издање (2021) COBISS.SR 39852041
- „Продавачица”, 2. издање (2020) COBISS.SR 14778121
- „Продавачица”, 1. издање (2019) COBISS.SR 276785932
- „Земљани ”(2021)  COBISS.SR 48042249